# Plastocorypha nigrifrons
Plastocorypha nigrifrons är en insektsart som först beskrevs av Ludwig Redtenbacher 1891.  Plastocorypha nigrifrons ingår i släktet Plastocorypha och familjen vårtbitare.

## Underarter
Arten delas in i följande underarter:
- P. n. cabrai
- P. n. nigrifrons